# بنجامين كيرتز
بنجامين كيرتز (بالإنجليزية: Benjamin Kurtz)‏ هو محرر أمريكي، ولد في 28 فبراير 1795 في هاريسبرج في الولايات المتحدة، وتوفي في 29 ديسمبر 1865 في بالتيمور في الولايات المتحدة.